# Malcolm Harbour
Malcolm Harbour (Woking, 19 febbraio 1947) è un politico britannico, europarlamentare dal 1999 al 2014 (V, VI e VII legislatura.
Nella sua ultima legislatura (2009 - 2014) è stato membro del Gruppo dei conservatori riformisti europei, di cui dal 2010 è stato anche membro dell'ufficio di presidenza. Durante le tre legislature ha lavorato principalmente per la Commissione per il mercato interno e la protezione dei consumatori, svolgendo altresì incarichi di delegazione per l'Afghanistan e il Giappone.